# Costumbrismo

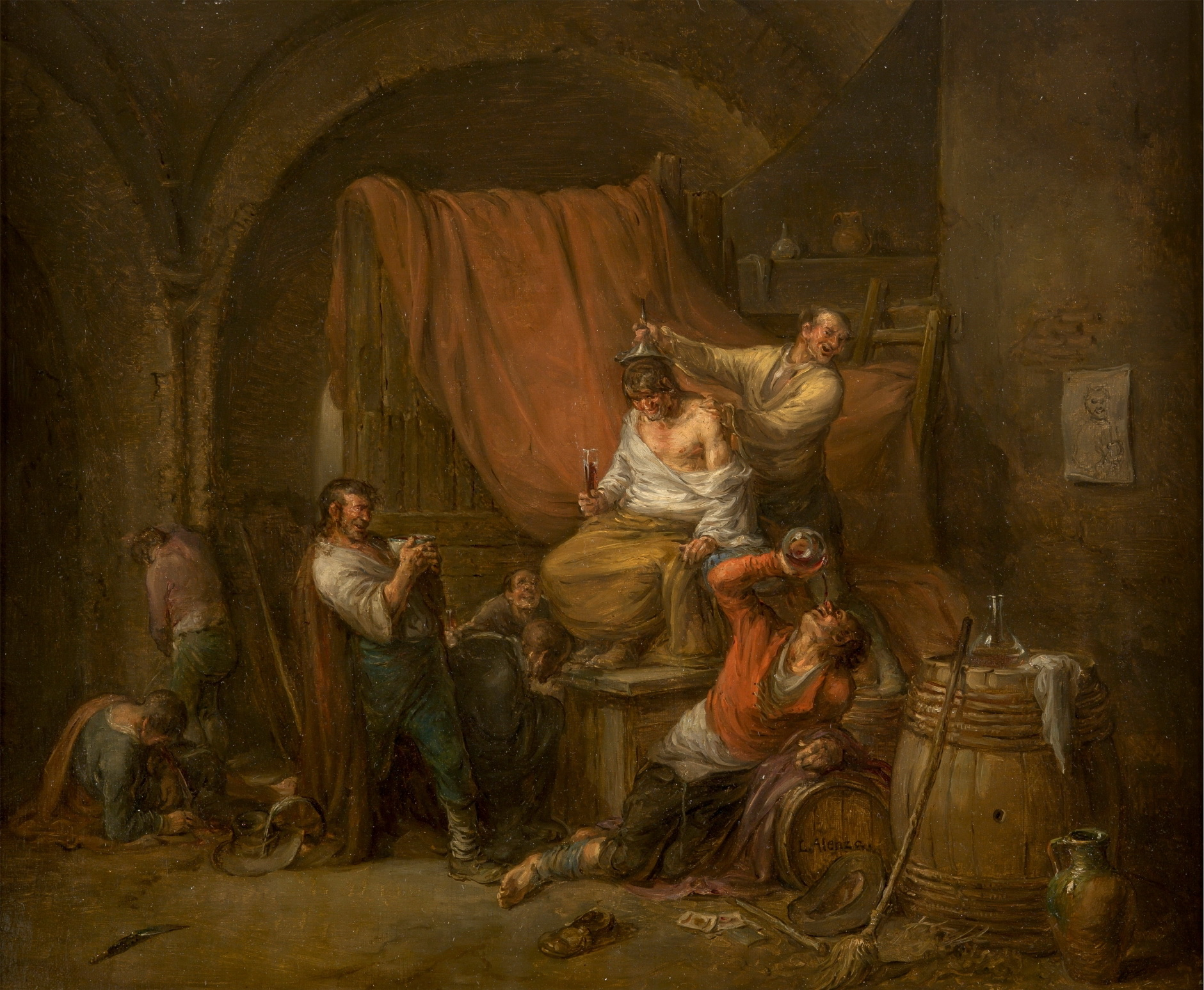
Le triomphe de Bacchus par Leonardo Alenza est une peinture costumbriste.

Le costumbrismo (de l'espagnol « costumbre », « coutume », « mœurs », « tradition ») est un courant artistique prétendant faire de l'œuvre d'art un reflet fidèle des coutumes et usages sociaux. Le costumbrismo s'étend à l'ensemble des arts ; ainsi, il est possible de parler de tableaux ou de romans costumbristas. Si l'on peut utiliser le terme de façon transversale en référence à de nombreuses périodes de l'histoire de l'art, on tend cependant à l'appliquer spécifiquement à certains écrivains espagnols à partir du XIXe siècle. Cette période marque le début d'une période d'intenses changements sociaux et politiques en Europe et le début du processus de décolonisation vers l'indépendance en Amérique latine. L'art et, spécialement, la littérature costumbrista des pays de l'Amérique latine ont souligné le nationalisme et le traditionnel de leur terre.
Le  mouvement artistique du Costumbrismo connaît un développement important non seulement en peinture mais surtout dans toute la littérature hispanique.  Bien que lié de près au réalisme, le costumbrismo ne mène aucune analyse des usages qu'il relate, se limitant à une simple description sans jugement. On parle ainsi fréquemment de « tableau costumbrista » pour se référer à l'une de ses manifestations, qu'elle soit ou non picturale.
Le folklore est souvent considéré comme une forme de costumbrismo. Le travail des artisans fait également partie de ses thèmes de prédilection.
Le costumbrismo est un courant qui exprime l'amour pour l'immédiat, c'est-à-dire pour le présent, l'environnement local et les usages et coutumes de l'époque. La littérature des mœurs décrit une société en transition (colonie - indépendance-république) présentant les circonstances, problèmes et conjonctures des premières années bouleversées du début de la République. Les écrivains costumbristes présentent les frustrations de la classe moyenne montante et de la classe supérieure en déclin (aristocratie).
Parmi les principaux écrivains liés à cette tendance on peut citer Mariano José de Larra, Ramón de Mesonero Romanos, Serafín Estébanez Calderón (en), Fernán Caballero, José María de Pereda, Carlos Arniches, Jacinto Benavente, José Manuel Groot ou encore Ramón de la Cruz.
Le costumbrismo eut une influence considérable sur le développement des littératures hispaniques d'Espagne et d'Amérique au cours des XIXe et XXe siècles. Il a notamment été un outil propagandiste et nationaliste du Mexique du XIXe siècle, en diffusant les types populaires raciaux et sociaux,,.
Le costumbrismo en tant qu'école littéraire autonome ne se manifeste qu'au Pérou, car dans la sphère continentale il s'est produit au sein du mouvement romantique, comme en Espagne. Le sens authentique du Costumbrismo au Pérou est d'identifier ou de construire une identité du « Péruvien », puisqu'il s'agit de la naissance d'une nouvelle république, qui doit être différenciée de la métropole espagnole. Cette recherche s'effectue alors dans les habitudes sociales de la nouvelle classe appelée à détenir le pouvoir et à prendre des décisions : les Créoles, les Hispano-américains, au détriment de l'aristocratie de l'ancienne métropole. Au Pérou, il faut citer Manuel Ascencio Segura.